# Nacoleia gressitti
Nacoleia gressitti is een vlinder uit de familie van de grasmotten (Crambidae), uit de onderfamilie van de Spilomelinae. De wetenschappelijke naam van deze soort is voor het eerst gepubliceerd in 1996 door Hiroshi Inoue.
De soort komt voor in Japan.